# Metamorphosis (альбом Хилари Дафф)
Metamorphosis — второй студийный альбом американской певицы Хилари Дафф. Продавался в качестве её дебютного альбома, был выпущен 26 августа 2003 г. на Buena Vista и Hollywood Records следующим после её праздничного альбома, Santa Claus Lane (2002). Согласно Дафф, альбом состоит из поп и рок композиций, и отражает перемены в её личной жизни и переживания любого человека.  Над альбомом Дафф работала с несколькими продюсерами, самым известным из них был The Matrix, который хорошо известный по совместной работе с Аврил Лавин. В числе прочих над альбомом работали Чико Беннет, Мэтью Жерар, Джон Шенкс и его частый партнёр по авторству Кара Диогуарди.
Metamorphosis включает выдающиеся композиции, которые были созданы в рамках работ по другим медиа-проектам. Альбом получил смешанные отзывы от музыкальных критиков; некоторые похвалили его за современный бабблгамский альбом, в то время как другие посчитали его рекламной уловкой, без глубокого смысла. Альбом стартовал на второй строке в Billboard 200, с продажами 203.000 копий на первой неделе, став самым высоким дебютом на первой неделе для дебютного альбома артистки в 2003 г. На следующей неделе альбом поднялся до первой строки в чарте. Альбом стал восьмым самым продаваемым в 2003 г. в США, согласно Nielsen SoundScan, с продажами 2.6 миллиона копий за пятимесячный период. К концу 2005 г. было продано более пяти миллинов копий альбома по всему миру. Для Hollywood Records Metamorphosis стал первым альбомом с такими высокими продажами за несколько лет. Это позволило компании привлечь новых исполнителей и лейблов при помощи Disney Channel.
Было выпущено три сингла с альбома. Первый сингл «So Yesterday» был выпущен в июле 2003 г. и получил смешанные отзывы. Песня не произвела большого впечатления на аудиторию в США, остановившись на пятидесятой строке музыкального рейтинга. По всему миру сингл достиг топ-10 в музыкальных чартах Австралии, Канады, Франции и Великобритании. У второго сингла с альбома, «Come Clean», выпущенного в 2004 г., была похожая судьба. Третий и последний сингл с альбома, «Little Voice» был выпущен в Австралии. Впоследствии Дафф продвигала альбома с Metamorphosis Tour, который начался в ноябре 2003 г.

## Предпосылка
Хилари Дафф всегда хотела идти по стопам старшей сестры, Хэйли. Дафф смотрела, как её сестра прослушивалась в 2001 г., и сказала маме, что тоже хотела бы петь. В то же время она посетила концерт Radio Disney, где встретила Андре Реке, чья клиентка Myra выступала там. Согласно Дафф, когда она смотрела на музыкантов, готовящихся и разогревающихся за кулисами концерта подумала: «Я тоже очень сильно этого хочу». Реке подумал, что Дафф, которая была популярна среди подростков на тот момент за счёт роли в популярном сериале канала Disney Channel Лиззи Магуайер, имела «что-то особенное … Иногда ты просто чувствуешь это, типа, „Вау, это звезда!“». После того, как была поставлена цель сделать музыкальную карьеру, Дафф снова стала ходить на уроки вокала — которые она начала ещё до актёрской карьеры— и стала одной из клиенток Реке. «Я всегда была очень упорной», — сказала она. — «Когда я думаю, что что-то выглядит интересным, и я хочу достичь чего-нибудь, я добиваюсь этого… на самом деле я не знала, что из этого получится, но я знала, что хочу попытаться, и я знала, что я смогу сделать это». Дафф записала песню для саундтрека Disney, сборников и рождественского альбома, Santa Claus Lane, в 2002 г. Её песни «I Can’t Wait», «Why Not» и «What Dreams Are Made Of» были хитами на Radio Disney, но Реке и руководство Buena Vista Music Group видели в Metamorphosis средство, с помощью которого Дафф могла бы получить более серьёзных слушателей.

## Запись и продюсерство
Дафф, её мать Сьюзан и Реке привлекли авторскую и продюсерскую компанию The Matrix— которую Реке прежде нанимал, чтобы написать песни для одноимённого дебютного альбома Майры 2001 года — и автора песен Чарли Миднайта, который сотрудничал на Santa Claus Lane (2002). Согласно Дафф, её мать, Реке и она сама усердно работали, чтобы получить музыку, которая была ей близка и соответствовала её возрасту. Дафф сказала, что она не хотела делать «просто попсовый альбом», потому что это не та, музыку, которая она слушает. Присутствие The Matrix было не случайно, потому что они работали с очень успешным дебютным альбомом Аврил Лавин, Let Go (2002), но Дафф сказала, что она не хочет подражать другим артистам: "Есть люди, которых я уважаю и люблю их музыку, но на свете нет такого артиста, о котором я бы сказала: «Я хочу, как он.» … «Я хочу быть сама собой».
Со слов Дафф, хоть она и не писала большинство песен, она принимала участие в каждой из них. Помимо The Matrix и Чарли Миднайта, над альбомом работали также автор-песенница Мередит Брукс, Кара Диогуарди, Мэтью Жерар, Джон Шэнкс и сестра Дафф, Хейли, про которую Дафф сказала, что она знает её лучше, чем «кто-либо на свете». Дафф поделилась идеями с некоторыми из авторов, и она похвалила их, потому что они приняли её мнение и «прочувствовали его». Она сказала, что ей бы хотелось больше времени проводить с авторами и больше работать над своим материалом, сказав: «Я чувствую, что мне нужно время, чтобы постигнуть себя для этого». В мае 2004 г. Мередит Брукс, автор и продюсер «Party Up», выразила недовольство тем, что главные лейблы тратят миллион долларов, чтобы выпустить альбом: «Это крайне неправильно! Так не может продолжаться. Артисты должны продать миллионы копий, чтобы окупить такие чрезмерные бюджеты».

## Производство

### Влияние и звучание
Дафф увлекалась Destiny's Child на тот момент, поэтому начальная работа над альбомом несла более «урбанистический стиль» в отличие от финального проекта. Работа, согласно Чико Беннету, «не зацепила», поэтому они пошли в другом направлении. Реке спросил Дафф, какую музыку она хотела бы сделать, на что она ответила: «Ну, взрослую, мы прослушали много рок-музыки, и я хочу добавить немного гитары в неё». Поэтому они решили сделать запись с «настоящей рокерской атмосферой». Согласно Реке, альбом так и остался попсовым, но «слегка „тяжелее“». Они хотели сделать что-нибудь, что будет соответствовать личности Дафф и «что-то, что она по-настоящему хочет делать». Реке убедился, что музыка та, которую хотела Дафф, потому что «нет ничего хуже, чем когда артисту не нравится то, что он исполняет».
Реке, Ландерс и Дафф хотели сделать «не просто запись, которая могла бы привлечь слушателей из-за её популярности», и они хотели создать «реально веселую, хорошую поп-запись, которая лично бы относилась к Хилари». Согласно Реке, все песни на альбоме были сделаны «под» Дафф. Он упомянул, что это и есть та причина, по которой альбом «настолько искренний». Со слов Миднайта, на альбоме не «просто набор песен, которые не связаны между собой. Когда вы посмотрите на весь список песен, вы найдёте определённый смысл». Миднайт поделился процессом создания:

Учитывая её молодость, я подумал, что это будет интересно, если он не будет полностью сфабрикованным, потому что я работал уже с мощными артистами, сильными личностями. После того, как я узнал Хилари, и мы близко пообщались, я понял, что у неё на все своё мнение, и она хотела участвовать, что облегчило задачу во время создания музыки — исходя из чего-то, из личности, из точки зрения, а не из целого материала. Поэтому мне понравилось это. В Хилари столько индивидуальности, которую она смогла выразить на записи.

### Создатели
Я всегда выбирала свою музыку, ещё не будучи певицей, и не была великим автором. У меня не было тонн идей, чтобы воплотить их. Я думаю, содержание и смысл очень близки мне. Я бы поменяла все вокруг. Все любят говорить, что меня просто выпустили, как продукт или что-то типа того, но даже если была бы какая-нибудь песня, которая бы понравилась сотруднику из A&R, но мне не понравилась, они не заставляли меня записать её».
Поскольку Дафф не сталкивалась с процессом записи альбома, она познакомилась с различными музыкальными продюсерами. Она поговорила с каждым из них о том, что хотела бы услышать. Дафф настояла на том, чтобы добавить события из её личной жизни для написания песни. В то время, как Реке и Ландерс занимались поиском подходящих песен для альбома, Дафф усердно выбирала песни и следила за тем, чтобы «слова песен соответствовали её возрасту».
Кара Диогуарди, которая выросла из возраста Disney, таким образом, не была знакома с Дафф, работала на тот момент в EMI и должна была встретиться с Реке, чтобы узнать о ней. Диогуарди сказала своему другу, что у неё «плотный график», но позже решила «все же попытаться». Во время их первой встречи, Диогуарди проиграла с Реке несколько песен, которые она написала. Из всех он выбрал «Come Clean» и «Little Voice» для Дафф, сказав, что они были идеальны для неё.
Ландерсу понравилось взаимопонимание Чарли Миднайта, Реке и Дафф на альбоме Santa Claus Lane, поэтому он попросил Миднайта сделать материал для Metamorphosis. Он предложил «несколько песен» для альбома, потому что ему понравилось работать с Дафф. Вместе с Реке, Ландерсом и Дафф они сосредоточились на том, «какие темы будут подходящими» на альбоме. Миднайт был «эпицентром» для многих людей, которые работали над Metamorphosis, согласно Чарльтону Петтусу; он был поэтом, который «казалось, собаку на этом съел».
Петтусу показалось, что он попал в проект «абсолютно неожиданно»; он просто переехал из Нью-Джерси в Лос-Анджелес, познакомился с Миднайтом через их общего друга Марка Сверски. Они втроём написали песни, не представляя для кого. Одна из них была «Workin' It Out», которая была отдана Дафф для Metamorphosis. Таким же образом, Миднайт написал «Love Just Is» с Джимом Марром и Уэнди Пейдж, «не думая о том, что она достанется Дафф». После того, как было решено, что Дафф запишет её, Реке проиграл песню для неё, и ей она «абсолютно понравилась».
The Matrix, продюсерская компания, состоящая из Лорен Кристи, Грэхема Эдвардса и Скотта Спока «просто пожинала плоды очень успешного маленького проекта» с тремя хитами Аврил Лавин, когда Disney обратился к ним и спросил, как они смотрят на то, чтобы написать песни для Дафф. Они согласились и позвонили Миднайту, который уже участвовал в проекте. Кристи упомянула его как одного из любимых писателей и наставника. Будучи знакомой с их работой, Дафф была в «бешеном восторге» от встречи с Matrix. После прослушивания демоверсий «So Yesterday», «Where Did I Go Right?» и «The Math» — в исполнении Кристи — Hollywood Records в тот же момент влюбился в них.

### Написание и записывание
Диогуарди написала «Come Clean» с Джоном Шэнксом в качестве «личной декларации» самой себе. В то же время она как раз заканчивала работать с Марком Энтони над его шестым альбомом, Mended (2002), и была «реально, реально вдохновлена написанием треков». Диогуарди посчитала, что это было «очень ответственно», так как «мелодии должны были быть соответствовать тексту песен». Согласно Диогуарди, песня была «в своём роде заявлением [самой себе]», в то время как она «пыталась уйти от всего этого», и «сделать слова, подходящие музыке». «Little Voice» была написана Диогуарди и Патриком Бергером для шведской певицы Sahlene.
После того, как Реке выбрал песни, Диогуарди сказали переписать некоторые слова песен, чтобы сделать их подходящими для фанатов Дафф. Как сказал Реке: «У Кары получилось [это]. У Хилари и Кары получились по-настоящему классные творческие отношения. То, что мне всегда нравилось в Каре, так это то, что она пишет, как артист, а не как обычный автор песен. Я думаю, это именно то, что согласовывается с Хилари». Дафф сказала, что Диогуарди помогла найти ей свой «голос».
Дафф понравилось записывать «Come Clean», для неё это было «хорошо проведённое время» с Шэнксом в студии, который был продюсером песни. Со слов Дафф он был «реально, реально, реально великолепен», когда помогал ей расслабиться на студии. Идея Диогуарди для вокала в песне «Little Voice» была «очень, очень символичной — это была одна из тех песен, которая была больше направлена именно на качество вокала, а не на просто пение». Со слов Беннетта, музыкального продюсера, «это была актёрская работа, а не традиционный подход» для Дафф.
«Inner Strength» была «обалденным опытом» для Дафф, это был первый раз, когда она и её сестра Хейли писали вместе. Написание с Хейли было «чем-то особенно безмятежным» на тот момент для неё, в то время, как её жизнь менялась «так скоро и быстро». Согласно Дафф, «было немного страшно, и не один раз я чувствовала себя одинокой и раскритикованной». Хейли раньше писала много стихов, и когда ей было 16, она написала первое стихотворение о шестнадцатилетии. Она прочитала для семьи, и Дафф предложила переложить его в песню, которой стала «Sweet Sixteen».
Кристи сказал, что написание песен для Дафф было «по-настоящему весело и легко». Matrix только-только закончили работать с Аврил Лавин над её дебютным альбомом, Let Go (2002) на тот момент, поэтому они были «в ударе». Matrix знали, что у них хит на руках, когда начали работать над «So Yesterday». Когда Дафф услышала песню в первый раз, она была крайне не уверенна в ней. Несмотря на нежелание делать песню, она записала её и когда Hollywood Records услышал её, «все пришли в возбуждение». Позже, в августе 2013 г., она вспомнила, что это не была одна из её самых любимых песен, но она на ней определённо выросла". Для Кристи работа с Дафф была «крайне простой». Она сослалась на Дафф, как на «профессионала», и единственная вещь, которая ей больше всего запомнилась во время работы над Metamorphosis это то, что она «настоящий специалист». По словам Кристи, «Where Did I Go Right?» и «So Yesterday» — одни из её самых любимых песен, которые она когда-либо писала.
Так она уже имела опыт работы с Миднайтом, он уже знал о чём «она хотела рассказать и что происходит сейчас». Беннетт, Миднайт и Дафф обсуждали «Metamorphosis» на тему «происходящих перемен» в её жизни. Беннетт написал трек, и потом вместе с Миднайтом они сочинили слова и музыку. У Дафф была только пара дней, чтобы записать вокал для «Metamorphosis», потому что в то же время она снималась в фильме. Когда Беннетт закончил с песней, он понял, что у него «другое звучание мелодии», поэтому Дафф пришлось вернуться в студию, чтобы «переложить другую мелодию» для припева в последнюю минуту. «Серьёзное отношение к работе» впечатлило Беннетта.

## Концепция и музыкальный стиль
Дафф назвала альбом «поп-музыкой», [которая] более рокерская и провокационная"; также, что этот тип музыки «где-то между» попсой и хард-роком", но она не смогла объяснить его. С её слов, на Metamorphosis «много различной музыки», которую трудно отнести к какой-то категории. Музыка на альбоме «немного» отличается от её предыдущей музыки, как сказала она, на альбоме «собрана вся музыка, которую я люблю». Она сказала, что на альбоме очень много «различных звучаний», такие как рок и электронная музыка, а также "целый набор темпов, включая «насыщенные, медленные» треки и «быстрые» песни, чтобы продвинуть свой «карьерный рост». Согласно Дафф, каждый переживал море эмоций и настроений, и они «чувствует себя немного лучше», слушая любимые песни.
Журнал Rolling Stone описал альбом как «лёгкое собрание попсовых песен, мастерски сделанных, чтобы удовлетворить молодую публику». Дафф сказала Chicago Sun-Times в 2005 г., что её контролировал записывающий лейбл во время создания Metamorphosis и её второго альбома, Hilary Duff (2004), следовательно, она не могла добавить звучание, которое бы она хотела на своих записях. Она рассказала, что альбом «[был] обработан, и он звучит очень хорошо … если бы я могла изменить что-то, он был бы менее попсовым. Моё имя — Хилари Дафф, и я не вижу причин, почему я не могу сделать музыку Хилари Дафф». Несмотря на релиз Santa Claus Lane, Metamorphosis является «по сути» дебютным альбом Дафф.
Дафф сказала, что альбом представляет собой «некоторую перемену», потому что он «отличается» от предыдущей работы; и добавила: «Мы назвали альбом Metamorphosis, потому что он о переменах, который каждый испытывал». Дафф назвала перемену «очень важной и естественной вещью», сказав, что у альбома получилось представить всем «настоящую меня», потому что, по её словам, «Все развиваются и меняются». Она сказала, что ей «понравился» Metamorphosis, потому что он отражает её жизнь больше, чем роли, которые она играла: «Он более личный, чем актёрство», — сказала она; однако, альбом «не был просто о ней». Дафф сказала, что она верит, что её музыка отвлечёт людей от её образа Лиззи Макгуайер, эта цель «так важна для меня». Она назвала его «творением для молодёжи моего возраста». Она описала процесс записи «классным», потому что песни во многом относятся к её личной жизни.

## Композиция

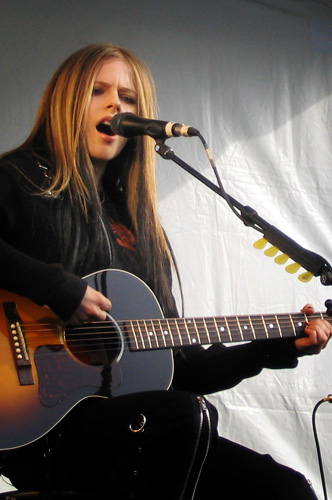
The Matrix проделали подобную работу и с Аврил Лавин.

Альбом начинается с главного сингла «So Yesterday», который, согласно Дафф, является песней о расставании с кем-то навсегда. У песни с элементами попа и рок-музыки присутствует влияние Аврил Лавин. Вторая песня на альбоме и по совместительству, второй сингл «Come Clean» рассказывает об отношениях между парнем и девушкой, которые чувствуют, что у них наступили «мрачные дни»; со слов Дафф: «они очищаются, и неизвестно будут ли они вместе или нет». Третья песня на альбоме «Workin' It Out».
Четвёртая песня и третий сингл «Little Voice» — новая версия сингла 2000 года «The Little Voice» шведской певицы Sahlene. Песня повествует о разговоре с совестью. Четвёртая песня на альбоме «Where Did I Go Right?». Шестая песня «Anywhere But Here».
Седьмая песня «The Math». Восьмая «Love Just Is». Девятая «Sweet Sixteen», песня, которую Дафф назвала «реально классной», и она отражает то, что чувствовала Дафф на тот момент.
«Party Up» — десятая песня на Metamorphosis. Главный трек на альбоме «Metamorphosis» — это песня о «разлуке с парнем». Дафф настаивает, что песня была не о певце и бывшем парне Аароне Картере, с которым, она, по слухам, рассталась после ссоры с ним. «Inner Strength» «очень выделяющаяся и радостная», и очень красивая. Последняя песня на альбоме «Why Not» прежде была выпущена на саундтреке к Лиззи Магуайер, фильму, в котором она снялась в главной роли.

## Маркетинг и продвижение
Во время выпуска Metamorphosis Дафф была задействована в нескольких фильмах, брендах, музыке и телевидении; USA Today в июле 2003 г. написал, что она появилась как «Новый хит» и «маркетинговая сила» с девяти до двенадцати лет, а журнал Billboard сказал, что она «похоже станет больше, чем просто следующей поп-принцессой среди тинейджеров». Она хочет стать брендовым феноменом … [Metamorphosis] — только начало". Одними из этих проектов был кассовый фильм Оптом дешевле (2003) и История Золушки (2004), линия одежды и аксессуаров под названием Stuff by Hilary Duff, торговая линия Lizzie McGuire, и предварительно оплаченная карта VISA для детей от шести до тринадцати лет. Она также участвовала в маркетинговой компании Hasbro под названием VideoNow, для которого она снялась в видео A Day in the Life of Hilary Duff, в которое вошли сцены за кулисами во время создания клипа «Why Not». Адвокат знаменитостей Ларри Голринг назвал его «грандиозным перекрестным продвижением» для VideoNow и музыкальной карьеры Дафф, про которое он сказал, что это «два новых бренда, которые станут грандиозными в будущем, и они, надеюсь, помогут друг другу на этом пути». Associated Press процитировал Боба Кавалло, председателя Buena Vista Music Group: «С этой точки зрения она очевидно уже бренд».
Специалист по маркетингу Лора Гропп, президент Женской Разведслужбы, сказала, что релизы Metamorphosis и других продуктов Дафф были правильными потому, что со времен Бритни Спирс было мало кумиров тинейджеров, и что Дафф не такая напыщенная. Не слишком худая. В самый раз … как маленькая Мег Райан". Согласно компании «Маркетинговые оценки/Ти-Ви-Кью», в июле 2003 г. Дафф была самой популярной звездой среди детей от шести до одиннадцати лет. Эми Дойл, вице-президент музыкального программирования на MTV сказала, что Дафф была «определенно одна из самых успешных людей… Она стала идолом поп-культуры среди молодёжи». Некоторые были обеспокоены тем, что Дафф слишком много раскручивают, хотя менеджер Дафф подчеркнул, что он избирателен «в случае если это выглядит убого», и что Дафф «не хочет быть во всех ТВ-рекламах». Другие, как Роберт Торн, генеральный директор «Dualstar Entertainment» близняшек Олсен сказала, что она была должна была остаться с The Walt Disney Company— с которым она разорвала контракт после переговоров — чтобы сделать из Лиззи Магуайер франшизу и с помощью этого продвинуть свою карьеру во взрослом мире. Несмотря на этот разрыв, DVD релиз Лиззи Магуайер (фильм) поспособствовал популярности Дафф, её альбому и запуску второго сезона Лиззи Магуайер на канале Дисней. Дафф сказала, что Лиззи Магуайер была «лучшим местом, чтобы начать свою карьеру», но также отметила, что «это так классно начинать свой путь» с Metamorphosis.
Перед релизом альбома и началом июля 2003 г. у Дафф и Metamorphosis была мощная раскрутка на MTV, с акцентом на «So Yesterday» в передаче Making the Video и Total Request Live; Дафф была соведущей спецвыпуска TRL’s All-Star Backyard BBQ. «So Yesterday» была выпущена на радио U.S. Top 40 в середине июля, после того, как она стала «самой заказываемой» песней. В конце сентября The WB Television Network выпустил в эфир часовой спецвыпуск с дня рождения Хилари Дафф, а MTV выпустил документальную серию из цикла Diary о том, как Дафф провела день. DVD, выпущенный в ноябре, включает в себя клипы, выступление, съёмки за кулисами и бонус Hilary Duff: All Access Pass.
Дафф отправилась в четырёхнедельный концертный тур в США с ноября до начала декабря 2003 г. Песня «Anywhere But Here» вошла в саундтрек к фильму A Cinderella Story; Дафф продвинула фильм и Metamorphosis, появившись на многих ТВ-передачах в июле 2004 г., включая Good Morning America на канале ABC. Она выступила перед приблизительно 7,000 людьми. В тот же период она отправилась в американский летний тур, во время которого она исполнила часовой сет, включая треки с Metamorphosis, кавер-версии The Go-Go's' «Our Lips Are Sealed» и The Who' «My Generation», и прежде неиздаваемый материал с Hilary Duff. Хейли Дафф была на разогреве тура, у которого было тридцать шесть выступлений с аншлагами на больших аренах; главный редактор Pollstar сказал, что было «так приятно суетиться, чтобы достать билеты на шоу Хилари». Тур проходил в рамках благотворительной организации Kids with a Cause, членом которого Хидария является с 1999 г.; его спонсировало движение «Food for a Friend», а и волонтёры, раздавали консервы в каждом месте проведения тура в приютах для бездомных. К началу августа 2004 г. было собрано достаточно еды, чтобы накормить более 12,000 детей. Успех тура был обеспечен поддержкой молодёжи, любящей поп-музыку во время тура, и тем, что он был «ярким номером» в слабом сезоне.

## Синглы
«So Yesterday» был выпущен главным синглом с альбома 29 июля 2003 г. Песня, написанная Лорен Кристи, Скоттом Споком, Грэхэмом Эдвардсом и Чарли Миднайтом, была спродюсирована продюсерской компаний The Matrix, которые были знамениты на тот момент тем, что работали с Аврил Лавин. Хотя, есть некоторые сходства между песней и работой Аврил. «So Yesterday» дебютироввала в чарте Billboard Hot 100 пятьдесят третьей строкой на тридцать третьей неделе 2003 г., и достигла пика на сорок второй строке на одиннадцатой недели. Она провела двадцать недель в чарте Hot 100. Песня достигла пика в чарте US Billboard Hot 100 Singles Sales, сделав Дафф первой артисткой за четыре месяца, которая не имела отношение к American Idol, достигшей верхушку чарта. Песня достигла второй строки в Canadian Singles Chart. В Австралии песня дебютировала на тридцать девятой строке, достигнув пика на восьмой строке на восьмой неделе и оставалась в чарте двадцать недель. Это был сорок девятый самый продаваемый сингл 2003 г. в Австралии, и был сертифицирован платиновым в 2004 г. В Японии песня достигла 199 позиции в недельном чарте Oricon. В Великобритании песня дебютировала девятой в UK Singles Chart. Песня достигла пика в топ-10 в других европейских странах, таких как Нидерланды и Франция. Клип, снятый Крисом Эпплбаумом вышел впервые на MTV 24 июля 2003. Позже он появился на канале MTV в передаче Making the Video спустя два дня после премьеры видео 26 июля 2003 г. В видео Дафф разыгрывает своего надменного парня.
«Come Clean» была выпущена вторым синглом с альбома 20 января 2004 г. Дафф сказала, что песня «об отношениях в целом парня и девушки, и она о том, как кто-то из них на грани расставания». "Она устала от этого, и он тоже, и они очищаются, что бы это ни значило, будут они вместе или нет. Они выложили все карты на стол и высказывают все, что было недосказано. Она отметила, что это её любимая песня с Metamorphosis, сказав, что она немного «веселее, чем её предыдущий сингл „So Yesterday“, но она не попсовая. Она звучит как техно, но медленнее. Она реально классная». Песня достигла пика на тридцать пятой строке, став для Дафф первым синглом, достигшим топ-40 в США, а также синглом с самой высокой позицией в чарте за все время. Но у песни был провальный успех, в отличие от «So Yesterday» во многих других странах. Она достигла пика на семнадцатой строке в Австралии и восемнадцатой в Великобритании, топ-20 в Канаде, Нидерландах, Ирландии и Новой Зеландии. Режиссёром клипа стал Дейв Мейерс, впервые он вышел на канале MTV в передаче Total Request Live 14 января 2004 г. В видео Дафф ждёт своего парня дома в дождливый день. Клип был номинирован на категорию Лучшее поп-видео на MTV Video Music Awards в 2004 г., но проиграл.
«Little Voice» был выпущен третьим и финальным синглом с альбома 15 июня 2004, только в Австралии. Песня является ремейком песни 2000 года «The Little Voice» шведской певицы Sahlene, написанной Карой Диогуарди и Патриком Бергером. В новой версии Дафф слегла изменились слова, а продюсерами стали Чико Беннетт и Диогуарди. Песня достигла пика на двадцать девятой строке в Австралии. Клип для песни был взят с тура The Girl Can Rock на DVD.

## Отзывы

### Рецензия критиков
| Оценки критиков | Оценки критиков |
| Источник        | Оценка          |
| --------------- | --------------- |
| Allmusic        | [ 44 ]          |
| Chicago Tribune | (смешанный)     |
| IGN             | (6.3/10)        |
| Rolling Stone   | [ 47 ]          |
| Slant Magazine  | [ 48 ]          |
| UKMIX           | [ 49 ]          |
| USA Today       | [ 50 ]          |

Боб Кавалло сказал, что он ожидает распродажу альбома «двумя миллионами [копиями] … если только пыльца фей подействует в правильном направлении». Стивен Томас Эрльюин из Allmusic написал об альбоме: «[это] именно то, как „должен“ звучать тин-поп в 2003 году… очень хороший современный альбом в стиле бабблгам-поп»; он сказал, что на альбом оказала влияние Аврил Лавин, но у Дафф «более слащавый, более трогательный голос, чем у Лавин, и последние песни отображают её жизнерадостную харизму, которая передаётся в искрометном звучании». Однако, журнал Slant сказал, что Дафф «решила пройтись на волне Аврил» и заметил, что, как и Лавин, Дафф заручилась поддержкой компанией The Matrix, которая продюсировала и написала несколько песен tracks. USA Today назвал его десятым самым худшим поп альбомом 2003 года, написав: «Внимание, все молодые и более или менее талантливые певицы: Оставайтесь в школе, таким образом вы не окажетесь в списке самых худших, пока не достигните возраста для голосования».
Metamorphosis был номинирован на Juno Awards в 2004 году в категории Международный Альбом Года, уступив альбому 50 Cent Get Rich or Die Tryin'. Дафф выиграла в категории Новый Лучший Артист на World Music Awards в 2004 году и Лучшая Артистка на Kids Choice Awards, к тому же «Come Clean» был номинирован на MTV Video Music Award в категории Лучшее Поп Видео. Дафф также выиграла награду TMF в категории «Fake ID Award».

### Продвижение альбома
Альбом дебютировал на второй строке в американском Billboard 200 (уступив Мэри Джей Блайдж с её Love & Life) с 203,000 проданными копиями на первой неделе выпуска; в то же время, у него были самые высокие продажи для дебютного альбома певицы в 2003 г. Несмотря на 30 % спад продаж на второй неделе, с продажами в 131,000 копию, Metamorphosis достиг пика на первой строке в чарте на той же неделе. Он был сертифицирован платиновым по данным RIAA через три месяца, и стал уже дважды платиновым к концу года. В конце ноября/начала декабря после того, как Дафф появилась на Macy's Thanksgiving Day Parade и фильме «Оптом дешевле» который показывали в определённых городах, Metamorphosis вернулся на пятую позицию альбомного чарта с 132 % продажами по сравнению с предыдущей неделей в 224,000 копии. Во время рождественских покупок альбом был на шестом месяце в Billboard 200, и был распродан 275,000 копиями. Он был восьмым самым продаваемым альбомом 2003 года согласно Nielsen SoundScan, с продажами 2.6 миллиона копий, и был сертифицирован четыре раза платиновым к середине 2004 года. К сентябрю 2004 года был выпущен второй альбом Дафф, Hilary Duff, он был распродан 3.4 миллионами копий в США. В августе 2005 года вышел сборник Дафф, Most Wanted (в котором были несколько песен из Metamorphosis), альбом снова вошёл в чарт Billboard 200.
Metamorphosis должен был помочь значительно поднять индустрию и привлечь внимание к корпорации и месту на рынке Hollywood Records, на что Джофф Мэйфилд, ответственный за чарты и главный обозреватель журнала Billboard сказал: «до выхода в 2000 году саундтрека на мультфильм „Тарзан“ были топовые альбомы, но не такие, как у Хилари Дафф». San Fernando Valley Business Journal написал, что альбом «дал нужный толчок Hollywood Records» после того, как упали продажи CD за последние два года, что заставило лейбл уменьшить затраты и изменить тактику. Хиллиард Лайонс обозреватель Джеффри Томпсона отметила, что Metamorphosis — это прямая возможность Диснея создать грандиозную синергию между кабельным, кинематографом и музыкой", в частности после фильма «Лиззи Магуайер», который привлек на свою сторону фанатов из сериала — Джофф Мэйфилд высказался по данному вопросу: "При прочих равных условиях, если бы этот альбом записал кто-нибудь другой, он уже не стал бы хитом. Metamorphosis сделал Дафф первой «прорывной артисткой» для Hollywood Records за всю десятилетнюю историю, и его успех соответствует альбомам других артистов этого же лейбла, таких как Rascal Flatts и Джош Келли, и саундтрекам для таких фильмов как «Чита Гёрлз», Чумовая пятница и «Лиззи Магуайер». Позже, отчасти из-за Metamorphosis, Hollywood Records использовал канал Дисней, чтобы запустить такие бренды как «Классный мюзикл» и «Ханна Монтана», и таких артистов как Aly & AJ, The Cheetah Girls, звезду «Ханны Монтаны» Майли Сайрус, Рэйвен-Симоне, Ванессу Хадженс и Джесси Маккартни.
Журнал Blender написал, что успех альбома укрепил статус Дафф в качестве «королевы тинейджеров», а с альбома было заработано US$5,000,000. Кроме того, продажи Metamorphosis сделали Дафф популярной среди тинейджеров — 70 % покупателей были в возрасте от 13 до 22, по сравнению с фильмом «Лиззи Магуайер», 70 % покупателей коего были младше тринадцати. Боб Кавалло приписал успех альбома Дафф из-за уже имеющихся фанатов певиц и бывших участниц шоу «Диснея» «Клуб Микки Мауса» Бритни Спирс и Кристины Агилеры. В Канаде альбом достиг топовой позиции на первой неделе релиза. Он был сертифицирован платиновым спустя четыре месяца после релиза с продажами в 100,000 копий, а в декабре 2004 был сертифицирован четырёхкратно платиновым с продажами, превышающими 500,000 копий. В Австралии альбом хорошо продавался и был дважды сертифицирован платиновым с продажами 70,000 копий; он был семьдесят четвёртым в годовом чарте ARIA. Metamorphosis дебютировал на двадцать шестой строке во Франции и достиг пика на двадцать второй спустя неделю, оставаясь в чарте тридцать девять недель. К концу 2005, альбом был распродан приблизительно пятью миллионами копиями по всему миру. К 27 июлю 2014 г. альбом был распродан 3,961,000 миллионами копий в США.

## Список композиций
| №                   | Название                | Автор(ы)                                             | Продюсер(ы)               | Длительность |
| ------------------- | ----------------------- | ---------------------------------------------------- | ------------------------- | ------------ |
| 1.                  | «So Yesterday»          | Лорен Кристи Скотт Спок Грэхэм Эдвардс Чарли Миднайт | The Matrix                | 3:35         |
| 2.                  | «Come Clean»            | Кара Диогуарди Джон Шэнкс                            | Шэнкс                     | 3:34         |
| 3.                  | «Workin' It Out»        | Миднайт Чарльтон Петтус Марк Сверски                 | Миднайт, Петтус и Сверски | 3:15         |
| 4.                  | «Little Voice»          | Диогуарди Патрик Бергер                              | Чико Беннет Диогуарди     | 3:03         |
| 5.                  | «Where Did I Go Right?» | Кристи Спок Эдвардс Миднайт                          | The Matrix                | 3:51         |
| 6.                  | «Anywhere But Here»     | Джим Марр Венди Пейдж Беннетт                        | Беннетт                   | 3:32         |
| 7.                  | «The Math»              | Кристи Спок Эдвардс Миднайт                          | The Matrix                | 3:19         |
| 8.                  | «Love Just Is»          | Марр Пейдж Миднайт                                   | Миднайт Марр Пейдж        | 4:02         |
| 9.                  | «Sweet Sixteen»         | Хейли Дафф Торан Коделл                              | Денни Уэстон, мл. Миднайт | 3:07         |
| 10.                 | «Party Up»              | Мередит Брукс Тэйлор Родс Эшли Джордж                | Brooks                    | 3:51         |
| 11.                 | «Metamorphosis»         | Hilary Duff Миднайт Беннетт Андре Реке               | Беннетт Миднайт           | 3:28         |
| 12.                 | «Inner Strength»        | Haylie Duff                                          | Миднайт Уэстон, мл.       | 1:34         |
| 13.                 | «Why Not» (бонус)       | Миднайт Мэтью Жерар                                  | Жерар                     | 2:59         |
| Общая длительность: | Общая длительность:     | Общая длительность:                                  | Общая длительность:       | 43:07        |

| №                   | Название            | Автор(ы)            | Продюсер(ы)         | Длительность |
| ------------------- | ------------------- | ------------------- | ------------------- | ------------ |
| 14.                 | «A Day in the Sun»  | Миднайт Жерар       | Жерар               | 3:24         |
| Общая длительность: | Общая длительность: | Общая длительность: | Общая длительность: | 46:31        |

| №  | Название            | Длительность |
| -- | ------------------- | ------------ |
| 1. | «So Yesterday»      |              |
| 2. | «Why Not»           |              |
| 3. | «Come Clean»        |              |
| 4. | «Anywhere But Here» |              |

| №                   | Название            | Автор(ы)            | Продюсер(ы)         | Длительность |
| ------------------- | ------------------- | ------------------- | ------------------- | ------------ |
| 14.                 | «Girl Can Rock»     | Миднайт Уэстон, мл. | Миднайт Уэстон, мл. | 3:10         |
| Общая длительность: | Общая длительность: | Общая длительность: | Общая длительность: | 46:17        |

| №                   | Название            | Автор(ы)            | Продюсер(ы)         | Длительность |
| ------------------- | ------------------- | ------------------- | ------------------- | ------------ |
| 14.                 | «A Day in the Sun»  | Миднайт Жерар       | Жерар               | 3:24         |
| 15.                 | «Girl Can Rock»     | Миднайт Уэстон, мл. | Миднайт Уэстон, мл. | 3:10         |
| Общая длительность: | Общая длительность: | Общая длительность: | Общая длительность: | 49:41        |

| №                   | Название                           | Автор(ы)                    | Продюсер(ы)         | Длительность |
| ------------------- | ---------------------------------- | --------------------------- | ------------------- | ------------ |
| 16.                 | «So Yesterday» (Thunderpuss Remix) | Кристи Спок Эдвардс Миднайт | The Matrix          | 4:17         |
| 17.                 | «Come Clean» (Radio Mix)           | Диогуарди Шэнкс             | Шэнкс               | 3:25         |
| Общая длительность: | Общая длительность:                | Общая длительность:         | Общая длительность: | 57:23        |

| №   | Название                                                | Длительность |
| --- | ------------------------------------------------------- | ------------ |
| 1.  | «So Yesterday»                                          |              |
| 2.  | «Why Not»                                               |              |
| 3.  | «I Can't Wait»                                          |              |
| 4.  | «Акустическая версия с Sessions@AOL»                    |              |
| 5.  | «Создание 'So Yesterday', Клип»                         |              |
| 6.  | «Создание 'Why Not', Клип»                              |              |
| 7.  | «Создание Sessions@AOL»                                 |              |
| 8.  | «Создание Metamorphosis, Альбом»                        |              |
| 9.  | «В студии записи: 'Anywhere But Here', 'Love Just Is'»  |              |
| 10. | «Фотогалерея Хилари Дафф и Домашнее Видео»              |              |
| 11. | «Биография»                                             |              |
| 12. | «Создание 'Japan Promotion Tour'»                       |              |
| 13. | «Hilary Duff EPK» (Японская версия)                     |              |
| 14. | «Metamorphosis TV-CM 15sec» (Японская версия)           |              |
| 15. | «Metamorphosis TV-CM 30sec» (Японская версия)           |              |
| 16. | «Metamorphosis TV-CM 15sec Version 2» (Японская версия) |              |

## Metamorphosis Remixes
Metamorphosis Remixes — это четвёртый EP, выпущенный 18 ноября 2003 эксклюзивно для продавцов Kmart. В него вошли ремиксы трёх песен с альбома Дафф Metamorphosis, а также альбомная версия «Sweet Sixteen».
| №                   | Название                                                     | Автор(ы)                       | Продюсер(ы)                 | Длительность |
| ------------------- | ------------------------------------------------------------ | ------------------------------ | --------------------------- | ------------ |
| 1.                  | «So Yesterday» (remix)                                       | Кристи, Спок, Эдвардс, Миднайт | The Matrix, Джо Бермудес*   | 3:41         |
| 2.                  | «Party Up» (remix)                                           | Брукс, Родс, Гамильтон         | Брукс, Роб Чайрелли*        | 3:43         |
| 3.                  | «Why Not» (remix) (From The Lizzie McGuire Movie soundtrack) | Миднайт, Жерар                 | Жерар, Чайрелли *, Беннетт* | 2:53         |
| 4.                  | «Sweet Sixteen» (альбомная версия)                           | Хейли Дафф, Коделл             | Уэстон мл., Миднайт         | 3:07         |
| Общая длительность: | Общая длительность:                                          | Общая длительность:            | Общая длительность:         | 13:21        |

Примечания
- Трек-лист и создатели взят с обложки.
- Звездочка (*) означает ремикс и дополнительное производство.

## Чарты

### Еженедельные чарты
| Чарт (2003)                    | Наивысшая позиция |
| ------------------------------ | ----------------- |
| Australian Albums Chart        | 19                |
| Belgian Albums Chart (Flemish) | 20                |
| Belgian Albums Chart (Walloon) | 11                |
| Canadian Albums Chart          | 2                 |
| Dutch Albums Chart             | 23                |
| French Albums Chart            | 22                |
| Irish Albums Chart             | 41                |
| Japanese Albums Chart          | 9                 |
| New Zealand Albums Chart       | 20                |
| Spanish Albums Chart           | 30                |
| UK Albums Chart                | 69                |
| US Billboard 200               | 1                 |

### Годовые чарты
| Чарт (2003)             | Позиция |
| ----------------------- | ------- |
| Australian Albums Chart | 74      |

### Декадные чарты
| Чарт (2000-е)    | Позиция |
| ---------------- | ------- |
| US Billboard 200 | 80      |

## Сертификации
| Страна    | Сертификации |
| --------- | ------------ |
| Аргентина | Золото       |
| Австралия | Платина      |
| Канада    | 4× Платина   |
| Япония    | Золото       |
| Мексика   | Золото       |
| США       | 3× Платина   |

## История релиза
| Страна   | Дата            | Выпуск             | Лейбл                 |
| -------- | --------------- | ------------------ | --------------------- |
| Канада   | 26 августа 2003 | Стандартный выпуск | Universal             |
| США      | 26 августа 2003 | Стандартный выпуск | Buena Vista Hollywood |
| Япония   | 6 ноября 2003   | Стандартный выпуск | Avex Trax             |
| Германия | 1 декабря 2003  | Стандартный выпуск | Warner                |
| Япония   | 4 февраля 2004  | Подарочное издание | Avex Trax             |